# Большая Перескокна
Большая Перескокна или Перескокна — река в России, протекает по Ленинск-Кузнецкому и Крапивинскому районам Кемеровской области. Устье реки находится на высоте 154 м над уровнем моря в 35 км по левому берегу реки Южная Уньга. Длина реки составляет 15 км.

## Данные водного реестра
По данным государственного водного реестра России относится к Верхнеобскому бассейновому округу, водохозяйственный участок реки — Томь от города Новокузнецк до города Кемерово, речной подбассейн реки — Томь. Речной бассейн реки — (Верхняя) Обь до впадения Иртыша.